# ۴٬۱-دی آمینو ۲٬۳-دی هیدروآنتراکینون
۴،۱-دی آمینو ۲،۳-دی هیدروآنتراکینون (به انگلیسی: 1,4-Diamino-2,3-dihydroanthraquinone) یک ترکیب شیمیایی با شناسه پاب‌کم ۵۳۵۴۹۷۹ است. شکل ظاهری این ترکیب، پودر سبز تیره یا قهوه‌ای است.